# 이재윤 (배우)
이재윤(李載允, 1984년 12월 15일 ~ )은 대한민국의 배우이다.

## 생애
이재윤은 1984년 12월 15일 아버지 이환묵과 어머니 오영희의 장남으로 태어났다. 부모는 토론토에서 인테리어 사업을 하였다. 형제자매로는 남동생 이재혁이 있다. 1994년에 부모를 따라 캐나다로 이민갔다. 세인트 엘리자베스 고등학교에 재학하면서 육상 선수로 활동했으며, 육상선수 벤 존슨의 개인 트레이닝도 받았다. 캐나다에서는 영어 이름 피터 리(Peter Lee)로 불리었다. 2002년에는 엠넷의 발악 페스티벌-Made in Canada 신인 발굴 프로젝트에서 연기자 부문에서 우수상을 수상하며 대한민국의 연예 기획사로부터 영입 제안을 받았지만, 13학년인 이재윤은 졸업 후 생각하겠다며 거절했다고 한다. 이후, 토론토 대학교 신체운동학과에 입학했으나, 동국대학교 연극영상학과 편입과 동시에 2003년 부활의 9집 음반에 객원 래퍼로 참여하고, 《논스톱 5》에 출연하면서 연예계에 입문하였다.

## 학력
- 세인트 엘리자베스 고등학교
- 동국대학교 연극영화학과 졸업

## 출연 작품

### 드라마
- 2004년 MBC 청춘시트콤 《논스톱5》
- 2005년 DMB 드라마 《얍》
- 2006년 MBC 미니시리즈 《늑대》
- 2006년 MBC 청춘시트콤 《레인보우 로망스》
- 2008년 SBS 주말극장 《행복합니다》
- 2009년 MBC 미니시리즈 《맨땅에 헤딩》 ... 신풍철 역
- 2010년 MBC 미니시리즈 《신이라 불리운 사나이》 ... 박철 역
- 2010년 MBC 일일연속극 《폭풍의 연인》 ... 이형철 역
- 2011년 SBS 주말극장 《내 사랑 내 곁에》 ... 이소룡 역
- 2011년 MBC 일일연속극 《오늘만 같아라》[2] ... 장지완 역
- 2012년 SBS 드라마스페셜 《유령》 ... 조재민 역
- 2012년 SBS 미니시리즈 《야왕》 ... 주양헌 역 (본작의 서브 빌런이자 중간 보스)
- 2013년 JTBC 미니시리즈 《무정도시》 ... 지형민 역
- 2013년 MBC 주말연속극 《황금 무지개》 ... 김만원 역 (본작의 메인 남주인공)
- 2014년 tvN 월화드라마 《마녀의 연애》 ... 반지연의 맞선남 역
- 2014년 MBC 단막극 《드라마 페스티벌 - 형영당 일기》 ... 이철주 역
- 2015년 tvN 금토드라마 《하트 투 하트》 ... 장두수 역
- 2015년 SBS 주말 특별기획 《애인 있어요》 ... 민규석 역
- 2015년 MBC 미니시리즈 《화려한 유혹》 ... 홍명호(문선호) 역 (인간말종 2. 본작의 중간 보스)
- 2015년 UMAX & O'live 목요드라마 《나에게 건배》 ... 이지혁 역
- 2016년 tvN 월화드라마 《또! 오해영》 ... 한태진 역
- 2016년 다음 tv팟 웹드라마 《통 메모리즈》 ... 백승화 역 (특별출연)
- 2016년 MBC 미니시리즈 《역도요정 김복주》 ... 정재이 역
- 2017년 tvN 월화드라마 《아르곤》 ... 허훈 역 (특별출연)
- 2017년 tvN 토일드라마 《변혁의 사랑》 ... 변우성 역
- 2018년 tvN 수목드라마 《마더》 ... 정진홍 역
- 2018년 JTBC 월화드라마 《뷰티 인사이드》 ... 영화 '나를 모르는 너에게' 남자주인공 역 (특별출연)
- 2018년 MBC 월화드라마 《나쁜 형사》 ... 강우준 역
- 2019년 TV조선 주말드라마 《조선생존기》... 정가익 역
- 2019년 OCN 토일드라마 《왓쳐》 ... 김강욱 역 (특별출연)
- 2020년 SBS 금토드라마 《앨리스》 ... 김동호 역
- 2021년~2022년 SBS 일요드라마 《너의 밤이 되어줄게》 ... 유도 관장 역 (특별출연)

### 영화
- 2023년 《서울의 봄》 ... 임학주(이학봉) 역[3] (전두광의 오른팔) (첫 천만영화)
- 2020년 《스웨그》 ... 쿨가이 역
- 2020년 《특수요원》 ... 박원철 / P-69 역
- 2019년 《나쁜 녀석들: 더 무비》 ... 해골문신 역 (본작의 서브 빌런이자 중간 보스, 요시하라의 오른팔)
- 2015년 《이스케이프》(단편 영화) ... 김 경위 역
- 2014년 《그댄 나의 뱀파이어》 ... 이주형 역
- 2014년 《관능의 법칙》 ... 황현승 역
- 2012년 《첫사랑 보관소》(단편 영화) ... 현우 역
- 2012년 《회사원》 ... 신입남(영업2부) 역

### 텔레비전 프로그램
- 2004년 ITV 《박철의 연예로드쇼》 VJ
- 2005년 SBS 《일요일이좋다》 - 반전드라마
- 2006년 KBS2 《해피선데이》 - 최홍만의 강한친구들
- 2006년 KBS2 《해피선데이》 - 여걸식스 (게스트 출연)
- 2009년 Mnet 《스타 시크릿 라이프》
- 2014년 Y-STAR 《THE 프렌즈 in 세부》
- 2014년 tvN 《현장 토크쇼 택시》 - 게스트 출연
- 2014년 SBS 《정글의 법칙 in 솔로몬》
- 2015년 KBS2 《우리동네 예체능》유도편
- 2016년 KBS2 《우리동네 예체능》배구편
- 2016년 E채널 《GO독한 사제들》
- 2016년 채널A 《개밥 주는 남자》
- 2017년 SBS 《정글의 법칙 in 와일드 뉴질랜드》
- 2017년 SBS 《남사친 여사친》
- 2024년 Netflix 《Physical 100 시즌2》

### 뮤직비디오
- 2005년 부활 - 슬픔을 이기는 기도
- 2006년 휘성 - 손톱달, 메이비 - 다소
- 2009년 김종욱 - 해배라기
- 2010년 MC몽 - 죽을 만큼 아파서
- 2012년 티아라 - Day By Day
- 2014년 유승우 - 입술이 밉다

### 광고 활동
- 2008년 캐논 익서스
- 2009년 하이트 스타우트
- 2011년 LG유플러스 LTE
- 2012년 아모레퍼시픽 아리따움 (극장판)

## 기타 경력
- 2004년 부활 9집 Rap Featuring, 콘서트 래퍼 활동
- 2004 S/S SFAA 디자이너 김삼숙 모델

## 수상 및 후보
| 연도 | 시상식                              | 부문                            | 작품            | 결과 |
| ---- | ----------------------------------- | ------------------------------- | --------------- | ---- |
| 2011 | SBS 연기대상                        | 뉴스타상                        | 내사랑 내곁에   | 수상 |
| 2011 | SBS 연기대상                        | 주말/연속극부문 남자 우수연기상 | 내사랑 내곁에   | 후보 |
|      | 발악 Festival-Made in Canada 연기자 | 우수상                          |                 | 수상 |
| 2016 | MBC 연기대상                        | 미니시리즈부문 남자 우수연기상  | 역도요정 김복주 | 후보 |